# Luigi Sarmataro
Luigi Sarmataro es un deportista italiano que compitió en taekwondo. Ganó una medalla de bronce en el Campeonato Europeo de Taekwondo de 1994, en la categoría de –50 kg.

## Palmarés internacional
| Campeonato Europeo | Campeonato Europeo | Campeonato Europeo | Campeonato Europeo |
| Año                | Lugar              | Medalla            | Categoría          |
| ------------------ | ------------------ | ------------------ | ------------------ |
| 1994               | Zagreb (Croacia)   | Medalla de bronce  | –50 kg             |